# Бахчисарай — Ялта — Алушта
Бахчисарай – Ялта – Алушта – трубопровід, за допомогою якого природний газ подали на Південне узбережжя Криму.
Газифікація Криму почалась у другій половині 1960-х за рахунок продукції місцевих родовищ, при цьому серед перших прокладених трубопроводів була ділянка Сімферополь – Севастополь. У 1976-му до Сімферополя також стало можливе надходження ресурсу з континентальної частини України через газопровід Херсон – Крим. Все це надало змогу розпочати будівництво газопроводу до Південного узбережжя, траса якого починалась від трубопроводу Сімферополь – Севастополь у Бахчисараї. В 1979 році стала до ладу перша ділянка довжиною 46 (за іншими даними – 53) км та діаметром 500 мм до Ялти.
У 1983-му ввели в дію відтинок Ялта – Алушта довжиною 30 км та діаметром 300 мм. Як і у попередньому випадку, він розрахований на робочий тиск 5,4 МПа. Трубопровід проходить по зсувонебезпечній місцевості і в наразі одному місці довелось над зсувом довелось облаштувати вантовий перехід довжиною 165 метрів.  
На початку 2000-х узялись за реалізацію проекту газопроводу Ялта – Форос – Севастополь, який мав за мету продовжити газифікацію Південного узбережжя та гарантувати стабільне надходження ресурсу. Він повинен включати кілька черг, зокрема, одна з них довжиною 26 км проходитиме через плато Ай-Петрі до селища Веселе (на схід від Форосу). Втім, у 2008-му будівництво було заморожене. Вже після анексії Криму Росією, у 2020-му, роботи відновились, при цьому анонсується завершення ділянки до Веселого у 2022 році.